# Zvartnots
Zvartnots (tiếng Armenia: Զվարթնոց nghĩa là các thiên thần trên trời) là một thị trấn nằm tại tỉnh Armavir của Armenia. Nó cách thủ đô Yerevan khoảng 10 km về phía tây, ở khoảng giữa đường từ Yerevan tới Echmiadzin.
Sân bay quốc tế Zvartnots là sân bay quốc tế của Yerevan nằm gần thị trấn này. Cách thị trấn không xa là nhà thờ chính tòa Zvartnots, một công trình đã được UNESCO đưa vào danh sách Di sản thế giới năm 2000.